# Graphania erebia
Graphania erebia är en fjärilsart som beskrevs av Hudson 1909. Graphania erebia ingår i släktet Graphania och familjen nattflyn. Inga underarter finns listade i Catalogue of Life.